# Octotemnus mandibularis
Octotemnus mandibularis es una especie de coleóptero de la familia Ciidae.

## Distribución geográfica
Habita en Paleártico.